# Home Nations Championship 1934
Home Nations Championship 1934 – trzydziesta edycja Home Nations Championship, mistrzostw Wysp Brytyjskich w rugby union, rozegrana pomiędzy 20 stycznia a 17 marca 1934 roku. Wliczając turnieje w poprzedniej formie, wraz z Pucharem Pięciu Narodów, była to czterdziesta siódma edycja tych zawodów. W turnieju zwyciężyła Anglia, która pokonała wszystkich rywali i tym samym zdobyła Triple Crown.
Zgodnie z ówczesnymi zasadami punktowania dropgol był warty cztery punkty, podwyższenie dwa, natomiast przyłożenie i pozostałe kopy trzy punkty.

## Mecze
| 20 stycznia 1934 | Walia                    | 0:9(0:6) | Anglia | Cardiff Arms Park, Cardiff Widzów: 50 000 Sędzia: Frank Haslett |
| 20 stycznia 1934 | Meikle 6 (2P) Warr 3 (P) | 0:9(0:6) |        | Cardiff Arms Park, Cardiff Widzów: 50 000 Sędzia: Frank Haslett |

| 3 lutego 1934 | Szkocja                   | 6:13(0:5) | Walia                                   | Murrayfield Stadium, Edynburg Widzów: 60 000 Sędzia: Harold Day |
| 3 lutego 1934 | Logan 3 (P) Ritchie 3 (K) | 6:13(0:5) | Cowey 6 (2P) Rees 3 (P) Jenkins 4 (2pd) | Murrayfield Stadium, Edynburg Widzów: 60 000 Sędzia: Harold Day |

| 10 lutego 1934 | Irlandia     | 3:13(3:8) | Anglia                                  | Lansdowne Road, Dublin Sędzia: Malcolm Allan |
| 10 lutego 1934 | Morgan 3 (P) | 3:13(3:8) | Fry 6 (2P) Meikle 3 (P) Gregory 4 (2pd) | Lansdowne Road, Dublin Sędzia: Malcolm Allan |

| 24 lutego 1934 | Szkocja                                             | 16:9(11:3) | Irlandia                      | Murrayfield Stadium, Edynburg Sędzia: Barry Cumberlege |
| 24 lutego 1934 | Crawford 3 (P) Dick 6 (2P) Shaw 4 (2pd) Allan 3 (K) | 16:9(11:3) | O’Connor 3 (P) Russell 6 (2P) | Murrayfield Stadium, Edynburg Sędzia: Barry Cumberlege |

| 10 marca 1934 | Walia                                     | 13:0 | Irlandia | St. Helens Ground, Swansea Sędzia: William Burnet |
| 10 marca 1934 | Cowey 3 (P) Fear 3 (P) Jenkins 7 (P, 2pd) | 13:0 |          | St. Helens Ground, Swansea Sędzia: William Burnet |

| 17 marca 1934 | Anglia                   | 6:3(3:3) | Szkocja    | Twickenham Stadium, Londyn Sędzia: Frank Haslett |
| 17 marca 1934 | Booth 3 (P) Meikle 3 (P) | 6:3(3:3) | Shaw 3 (P) | Twickenham Stadium, Londyn Sędzia: Frank Haslett |

## Inne nagrody
- Triple Crown –  Anglia (po pokonaniu wszystkich rywali z Wysp Brytyjskich)
- Calcutta Cup –  Anglia (po zwycięstwie nad Szkocją)
- Drewniana łyżka –  Irlandia (za zajęcie ostatniego miejsca w turnieju)